# Аварійна посадка A320 в Новосибірській області
12 вересня 2023 літак Airbus-A320 компанії «Уральські авіалінії» (реєстрація RA-73805), який виконував рейс U6-1383 за маршрутом Сочі — Омськ (Росія) здійснив аварійну посадку в районі селища Кам'янка Убінського району Новосибірської області (180 км від Новосибірська).
Екіпаж повідомив про проблему гідравлічною системою, що впливає на гальмування, вони були стурбовані тим, що літак не зможе вчасно зупинитися на злітно-посадковій смузі. Тому екіпаж направився до Новосибірська, де є довші злітно-посадкові смуги (3600 метрів), достатні для зупинки літака, попри несправність гідравліки. Згідно з розрахунками, на борту мало бути достатньо палива, щоб дістатися до аеродрому. Але 9:44 за місцевим часом (UTC+7) екіпаж був змушений здійснити аварійну посадку в полі.
На борту літака знаходилося 165 осіб (у тому числі шість членів екіпажу). Літак приземлився на випущені шасі та зазнав мінімальних пошкоджень. Всі хто був на борту живі та без серйозних ушкоджень, за медичною допомогою звернулось 5 осіб.
Це не перша аварійна посадка літака авіакомпанії «Уральські авіалінії» в полі — 15 серпня 2019 відразу після вильоту з аеропорту «Жуковський» літак Airbus A321 здійснив аварійну посадку на кукурудзяному полі за кілька кілометрів від злітно-посадкової смуги аеропорту.